# Balduino IV de Jerusalén
Balduino IV (1161-1185), conocido como el Rey Leproso, fue rey de Jerusalén desde 1174 hasta su muerte en 1185. Sus contemporáneos y los historiadores posteriores lo admiraron por su fuerza de voluntad y su dedicación al Reino latino frente a la debilitante lepra. Eligiendo consejeros competentes, Balduino gobernó un próspero estado cruzado y logró protegerlo del gobernante musulmán Saladino.
Balduino desarrolló los primeros síntomas de lepra cuando era niño, pero solo se le diagnosticó después de suceder a su padre, el rey Amalarico (r. 1163-1174). A partir de entonces, sus manos y su rostro se fueron desfigurando cada vez más. El conde Raimundo III de Trípoli gobernó el reino en nombre de Balduino hasta que el rey alcanzó la mayoría de edad en 1176. Tan pronto como asumió el gobierno, Balduino planeó una invasión de Egipto, que fracasó debido a la falta de cooperación de sus vasallos. Saladino atacó a su vez el reino de Balduino en 1177, pero el rey y el noble Reinaldo de Châtillon lo rechazaron en Montgisard, lo que le valió la fama a Balduino. El joven rey dominaba la equitación a pesar de perder gradualmente la sensibilidad en sus extremidades y fue capaz de luchar en batallas hasta sus últimos años.
La lepra impidió a Balduino casarse. Esperaba abdicar cuando su hermana, Sibila, se casó con Guillermo de Montferrato en 1176, pero Guillermo murió al año siguiente. En 1180, para impedir un golpe de Estado del conde Raimundo III de Trípoli y el príncipe Bohemundo III de Antioquía, Balduino hizo que Sibila se casara con Guido de Lusignan. Guido se encontró con la oposición de una gran fracción de la nobleza, y pronto deterioró permanentemente su relación con Balduino. La discordia interna que siguió obligó a Balduino a seguir siendo rey, ya que solo él era capaz de unir a la nobleza en disputa. Balduino volvió a rechazar a Saladino en 1182, pero la lepra lo dejó ciego y sin poder caminar ni usar sus manos en 1183. Desheredó a Guido y coronó al hijo de Sibila, Balduino V, como co-rey antes de hacerse llevar en una litera para levantar el asedio de Saladino a Kerak. Balduino no logró que se anulara el matrimonio de Sibila con Guido y que se confiscara el feudo de Ascalón de Guido. A principios de 1185, dispuso que Raimundo gobernara como regente en nombre del hijo de Sibila y murió antes del 16 de mayo.

## Infancia
Balduino nació a mediados de 1161. Sus padres fueron Amalarico, entonces conde de Jaffa y Ascalón, e Inés de Courtenay. El padrino de Balduino fue su tío paterno, el rey Balduino III, quien bromeó diciendo que su regalo de bautizo era el Reino de Jerusalén. El rey era joven y estaba recién casado, lo que hacía que la ascensión al trono de un sobrino pareciera improbable; sin embargo, Balduino III murió sin hijos en 1163. Amalarico era su heredero, pero los nobles del reino se oponían firmemente a la esposa de Amalarico, Inés; probablemente se sentían amenazados por la perspectiva de una mayor influencia de ella. El Tribunal Supremo obligó a Amalarico a aceptar la anulación de su matrimonio por motivos de consanguinidad para ser aceptado como rey. Amalarico logró que sus hijos y los de Inés, Sibila y Balduino, fueran declarados legítimos a pesar de la anulación. Balduino creció sin madre, ya que ella pronto se volvió a casar (primero con Hugo de Ibelin y luego con Reinaldo de Sidón) y solo vio a Balduino en ocasiones públicas. También rara vez vio a su hermana, Sibila, que fue criada en el Convento de San Lázaro por su tía abuela Ioveta. A la edad de seis años Balduino tuvo una madrastra, María Comnena, con quien no era muy cercano. La reina era una mujer ambiciosa que probablemente vio a Balduino como un obstáculo para sus propios hijos.

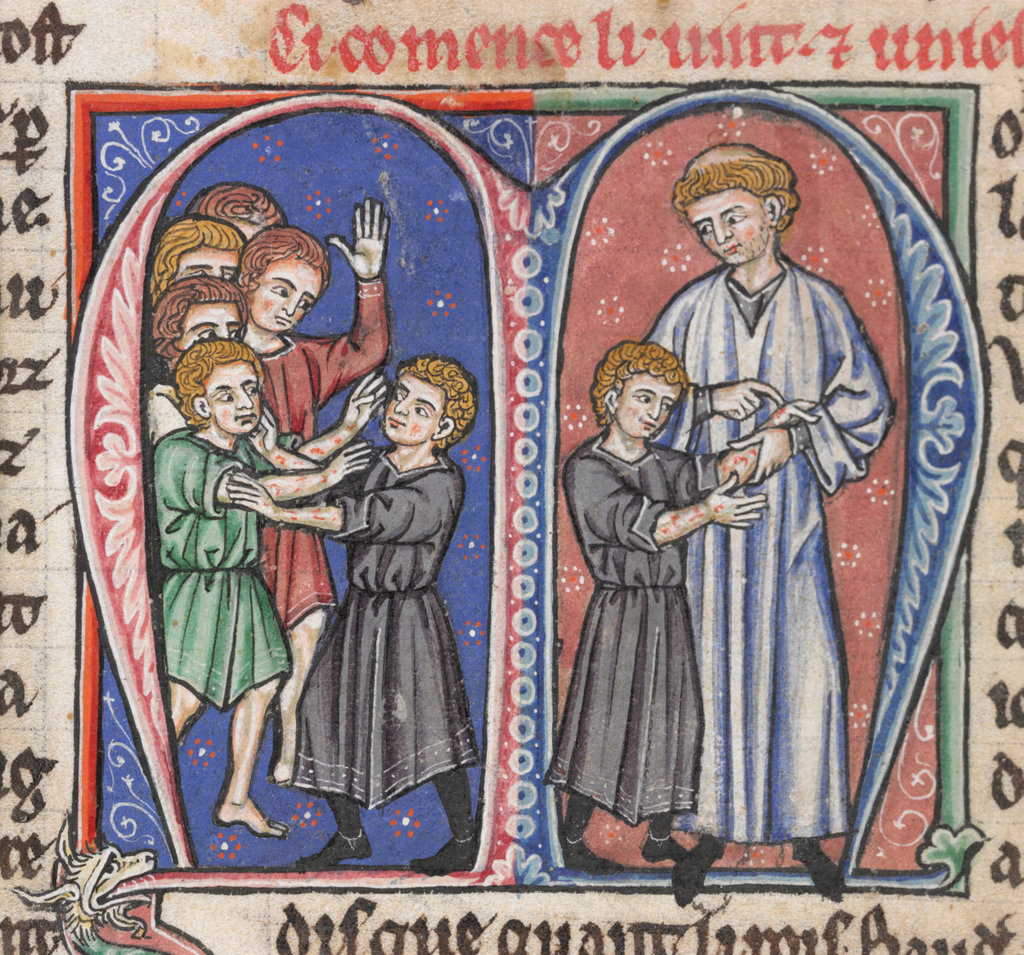
Los compañeros de juegos pellizcan a Balduino y Guillermo de Tiro descubre los primeros síntomas de la lepra de Balduino, en Estoire d'Eracles, pintado en Francia en la década de 1250.

El Reino de Jerusalén y otros principados cruzados, aunque rodeados por estados musulmanes árabes, estaban gobernados por francos, católicos de habla francesa que habían llegado al Levante desde Europa occidental y seguían siendo occidentales en cultura. Amalarico se aseguró de que Balduino, como heredero aparente del reino, recibiera una buena educación. El príncipe de nueve años fue enviado a vivir con Guillermo de Tiro, un clérigo sofisticado y muy viajero que era famoso por su erudición. Guillermo notó que, a diferencia de otros niños en el patio de recreo, Balduino no lloraba cuando sus compañeros lo pellizcaban. Después de un tiempo, se hizo evidente para el tutor que Balduino no podía sentir dolor en su brazo derecho. El rey contrató a árabes para tratar a Balduino y enseñarle a montar a caballo, una habilidad esencial para un noble franco. Al tener sensibilidad en una sola mano, Balduino necesitaba aprender a controlar el caballo en la batalla usando únicamente sus rodillas, y dominó la equitación a pesar de su discapacidad. Se sospechaba que tenía lepra, pero aún no había síntomas visibles y los médicos dudaban en diagnosticarlo debido al estigma que enfrentaría el niño. Si el diagnóstico se hubiera hecho cuando era un niño, Balduino podría haber sido obligado por ley a ingresar en la Orden de San Lázaro, una orden militar compuesta por caballeros y sargentos afectados.
De adolescente, Balduino era precoz, decidido y optimista frente a su enfermedad. Se parecía a su padre en buena apariencia, figura corporal y forma de caminar y de expresarse. Balduino aprendía rápido, pero tartamudeaba. Disfrutaba escuchando historias y lecciones de historia. Su tutor, Guillermo, destacó la excelente memoria de Balduino, afirmando que no olvidaba ni la amabilidad ni los desaires que le hacían los demás.
Amalarico intentó que Sibila se casara con el conde francés Esteban I de Sancerre, que gobernaría el reino como regente en nombre de Balduino si Amalarico moría temprano. Cuando los médicos le informaron de que Balduino podía desarrollar lepra, Amalarico pudo haber comenzado a ver a Sibila y Esteban como futuros monarcas en lugar de Balduino, pero el matrimonio fracasó. En junio de 1174, el rey enfermó de disentería y murió el 11 de julio, dejando un heredero menor de edad, tal como había temido que pudiera suceder.

## Coronación

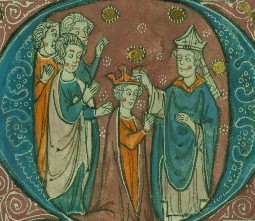
El patriarca Amalarico corona al rey Balduino IV, como se representa en la edición de finales del de la Histoire d'Outre Mer.

Tras la muerte de Amalarico, el Tribunal Supremo se reunió para discutir la sucesión. Aunque todavía no había sido diagnosticado, el Tribunal Supremo debía de estar al tanto de las sospechas de los médicos reales de que Balduino había contraído lepra. Sin embargo, no había una alternativa viable. Balduino era el único hijo del rey; de su segundo matrimonio, Amalarico tuvo dos hijas, de las cuales sólo Isabel sobrevivió a la infancia. La sucesión femenina estaba expresamente permitida, pero Sibila era una adolescente soltera e Isabel tenía sólo dos años. Los candidatos masculinos, los primos de Amalarico, el príncipe Bohemundo III de Antioquía, Balduino de Antioquía y el conde Raimundo III de Trípoli, no eran políticamente adecuados: Bohemundo estaba ligado a la lejana Antioquía, Balduino estaba al servicio del emperador bizantino Manuel I Comneno y Raimundo era prácticamente un desconocido para los varones después de nueve años pasados en cautiverio musulmán.
Después de tres días de deliberación, Balduino IV fue elegido, con la expectativa de que se encontraría un esposo para que Sibila lo sucediera si terminaba siendo afectado por la lepra. La coronación del joven rey por el patriarca latino de Jerusalén, Amalarico de Nesle, tuvo lugar inmediatamente en la Iglesia del Santo Sepulcro. Los gobernantes medievales normalmente eran coronados los domingos, pero en el caso de Balduino se eligió el 15 de julio de 1174, ya que era el 75 aniversario de la toma de Jerusalén por parte de la Primera cruzada.

## Regencia
Hasta que alcanzó la mayoría de edad, que era de 15 años en el Reino de Jerusalén, Balduino necesitó un regente que gobernara en su nombre. Inicialmente, el gobierno fue asumido por el senescal Miles de Plancy. Poco después, el conde Raimundo III de Trípoli llegó a Jerusalén y logró reclamar la regencia como pariente más cercano del rey. Miles fue asesinado mientras intentaba extender su control sobre el gobierno. No se nombró ningún nuevo senescal durante dos años, por lo que el joven y enfermizo rey presidía las pesadas reuniones del Tribunal Supremo cuando el regente estaba ausente en deberes militares o en Trípoli.

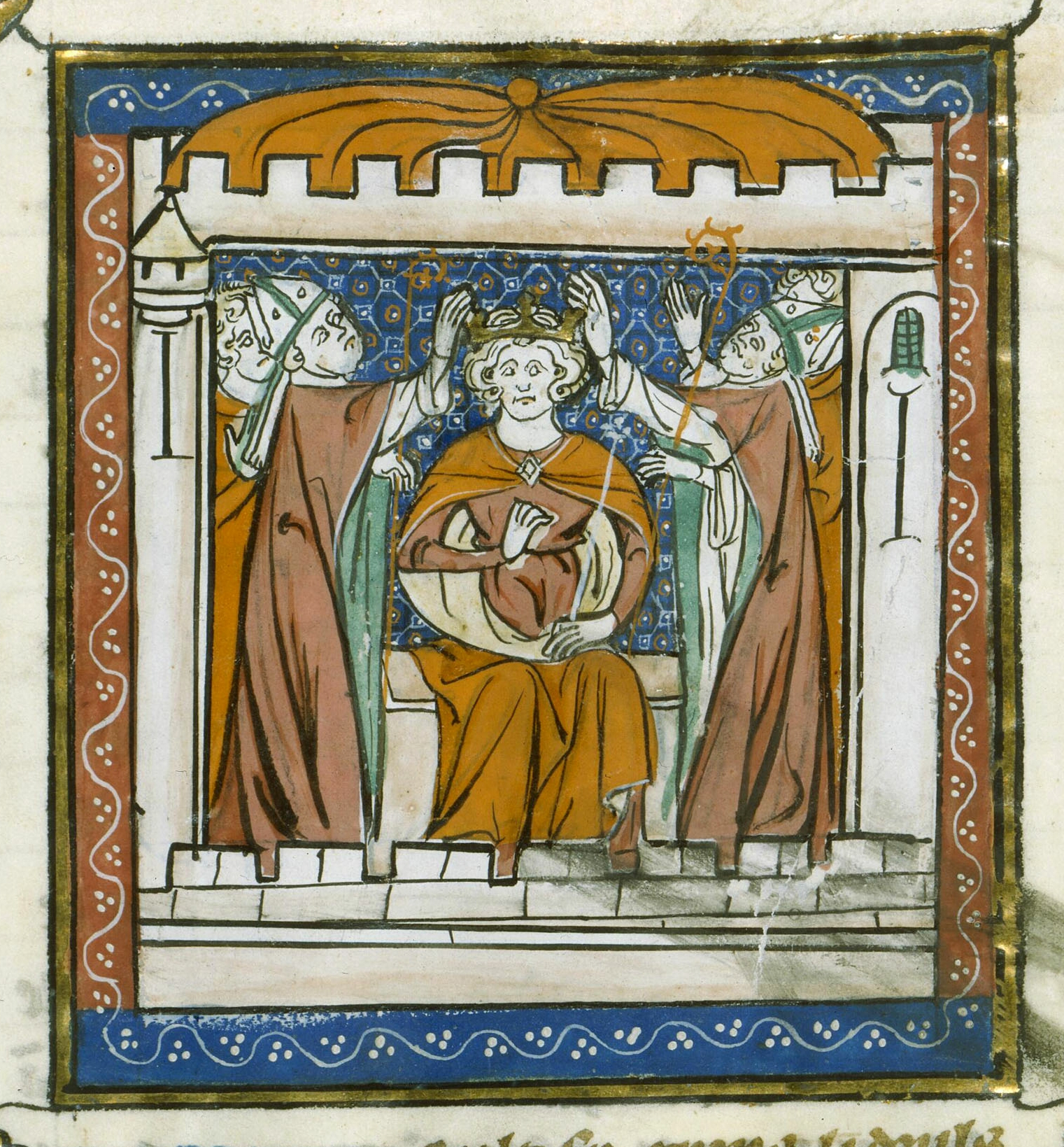
Coronación de Balduino IV en Estoire d'Eracles, por su tutor Guillermo de Tiro, 1310-1325. Miniatura del taller del Maestro de Fauvel.

La madre de Balduino, Inés, regresó a la corte cuando Raimundo se convirtió en regente. Los historiadores la acusan con frecuencia de explotar la condición de su hijo para beneficio propio, pero las fuentes contemporáneas, incluido el tutor de Balduino, Guillermo de Tiro, están sesgadas en su contra. Habiendo crecido sin ella desde los dos años, Balduino no tenía recuerdos de su madre, pero ella se volvió devotamente amable con él y él desarrolló un fuerte apego hacia ella.
Durante la regencia se hizo evidente que el rey efectivamente estaba afectado por la lepra. No está claro de quién se contagió, pero debe haber sido alguien con quien pasó mucho tiempo y que no mostraba síntomas fácilmente visibles. La pubertad puede haber acelerado el desarrollo de la forma lepromatosa de la enfermedad. Su condición empeoró rápidamente. Lo más gravemente afectado fueron sus extremidades y rostro, lo que hizo que sus súbditos se sintieran incómodos cuando se acercaban a él. Sin embargo, contrariamente a la práctica común, y para sorpresa de los observadores musulmanes, Balduino nunca fue segregado. Como leproso, Balduino no podía casarse ni esperar tener hijos. Por lo tanto, se convirtió en una prioridad organizar un matrimonio para la hermana de Balduino y presunta heredera, Sibila. La elección de Raimundo fue Guillermo de Montferrato, hijo del margrave Guillermo V de Montferrato en Piamonte, Italia, y primo tanto del emperador del Sacro Imperio Romano Germánico Federico Barbarroja como del rey Luis VII de Francia.

## Asumiendo el poder

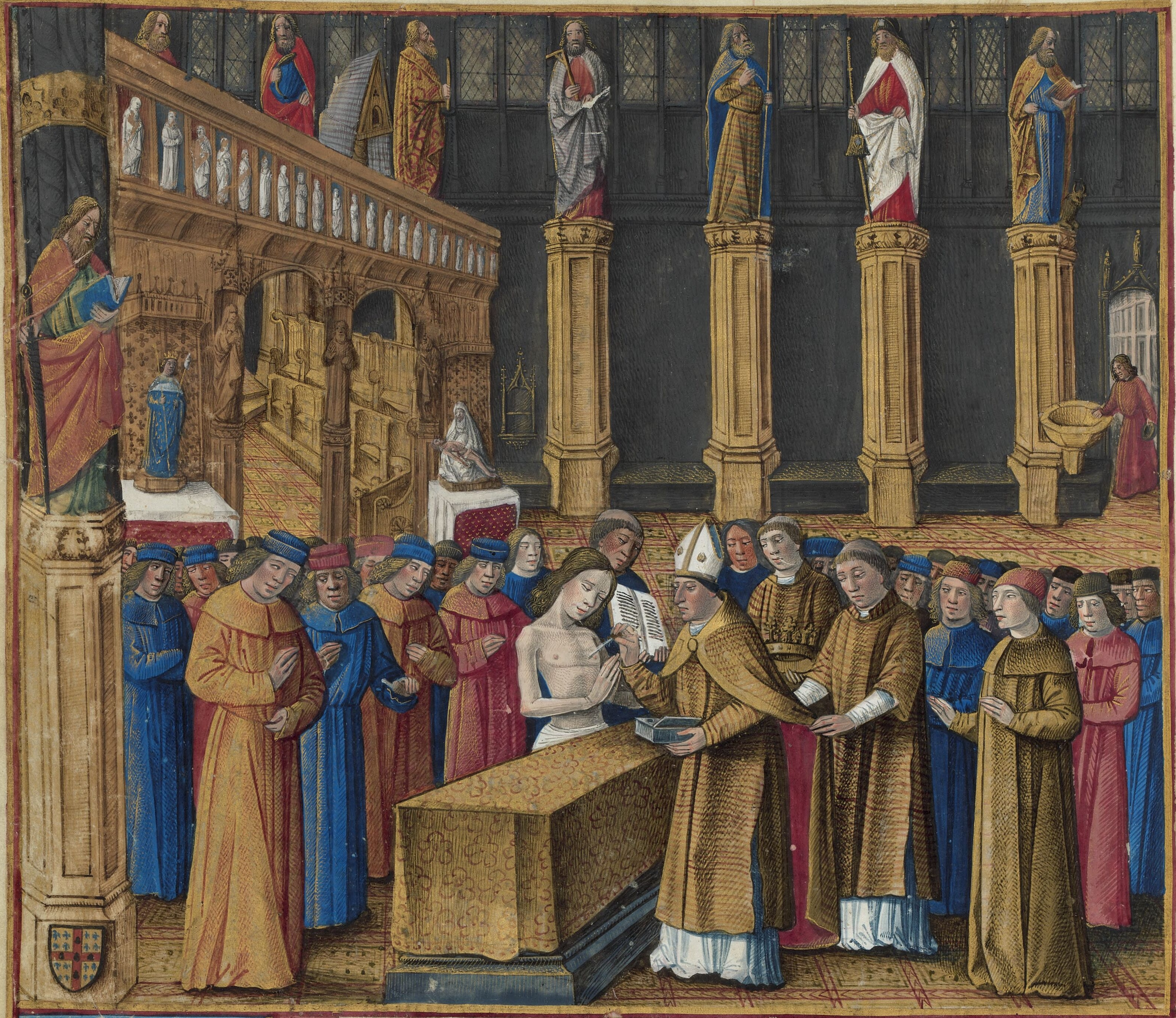
Unción de Balduino IV, miniatura de Jean Colombe en Passages d'outremer, 1474.

En el segundo aniversario de su coronación, el 15 de julio de 1176, Balduino alcanzó la mayoría de edad y la regencia de Raimundo terminó. Por sugerencia de su madre, el rey nombró a su leal y capaz tío materno, Joscelino de Courtena, para el cargo de senescal y dispuso que se casara con una rica heredera, Inés de Milly. El cambio de gobierno marcó un nuevo enfoque franco hacia el gobernante egipcio Saladino, a quien Raimundo le había permitido cercar los estados cruzados conquistando principados musulmanes en Siria. Balduino no ratificó el tratado de paz de Raimundo con Saladino, estando firmemente de acuerdo con Joscelino en que era necesario frenar el poder del sultán.

### Planeando la ofensiva

Mapa del Cercano Oriente en torno al año 1165. Cuando Balduino IV ascendió al trono, el califato fatimí había sido derrocado por Saladino, que avanzó hacia territorio zengid.

Tan pronto como tomó el control del gobierno, Balduino comenzó a planear un ataque a gran escala contra Egipto con sus asesores. El rey aprovechó la campaña de Saladino en Alepo para dirigir una incursión alrededor de Damasco. Esta fue su primera experiencia en la guerra. A pesar de tener el uso de una sola mano, se negó a delegar sus deberes militares y participó en la lucha. Él y sus asesores decidieron entonces intervenir en la guerra de Saladino contra la Orden de los Asesinos. El 1 de agosto, Balduino y Raimundo lideraron los ejércitos de Jerusalén y Trípoli, respectivamente, en una incursión al valle de la Becá (actual Líbano), donde derrotaron a la guarnición de Damasco, obligando a Saladino a abandonar su campaña.
Guillermo de Montferrato se casó con la hermana de Balduino, Sibila, en noviembre de 1176 a pesar de las dudas de los nobles que ya no confiaban en la capacidad de su primo, el emperador Federico, para ayudar al reino. Según Sicardo de Cremona, Balduino ofreció a Guillermo renunciar al trono; si lo hacía, Guillermo se negó porque sabía que carecía del apoyo de la nobleza.
Para llevar a cabo su ataque a Egipto, Balduino necesitaba apoyo naval. Por ello, envió a Reinaldo de Châtillon para que encabezara una embajada ante el emperador Manuel, el hijastro de Reinaldo, en Constantinopla en el invierno de 1176-77. Manuel aceptó participar en la invasión a cambio del establecimiento de un protectorado bizantino sobre el reino y la restauración del patriarca ortodoxo, Leoncio II, en Jerusalén. Como la misión de Reinaldo tuvo éxito, Balduino consintió en casarse con la dama de Transjordania, Estefanía de Milly.
En abril de 1177, Guillermo de Monferrato enfermó de malaria en Ascalón, de la cual se le había hecho constar por su matrimonio con la hermana del rey. Balduino lo visitó y también enfermó gravemente. Guillermo murió en junio, dejando a Sibila embarazada y a Balduino incapacitado sin un delegado antes de una gran ofensiva de guerra. El rey confió el gobierno y el mando militar a Reinaldo, desairando al conde de Trípoli. El primo hermano de Balduino, el conde Felipe I de Flandes, llegó a Oriente en septiembre. Trajo a Balduino ayuda financiera de otro primo, el rey Enrique II de Inglaterra. Enrique fue investido porque él y Balduino pertenecían a la familia angevina. Todavía en cama enfermo en Ascalón, el rey se hizo llevar de vuelta a Jerusalén en una litera y convocó un consejo general, por cuyo consejo ofreció la regencia a Felipe. Felipe declinó la oferta y Reinaldo conservó su puesto.
Los bizantinos enviaron una flota de guerra para preparar la invasión de Egipto pero, para pesar de Balduino, se retiraron debido a la falta de cooperación de Felipe I de Flandes, Bohemundo de Antioquía, Raimundo de Trípoli y el gran maestre de los Caballeros Hospitalarios, Roger de Moulins. El poder de Saladino permaneció sin control y la alianza bizantina se derrumbó. A pesar de la hostilidad del patriarca latino, Amalarico de Nesle, Balduino continuó cortejando al patriarca griego, Leoncio, con la esperanza de que los bizantinos siguieran comprometidos con su reino.

### Conflictos iniciales con Saladino

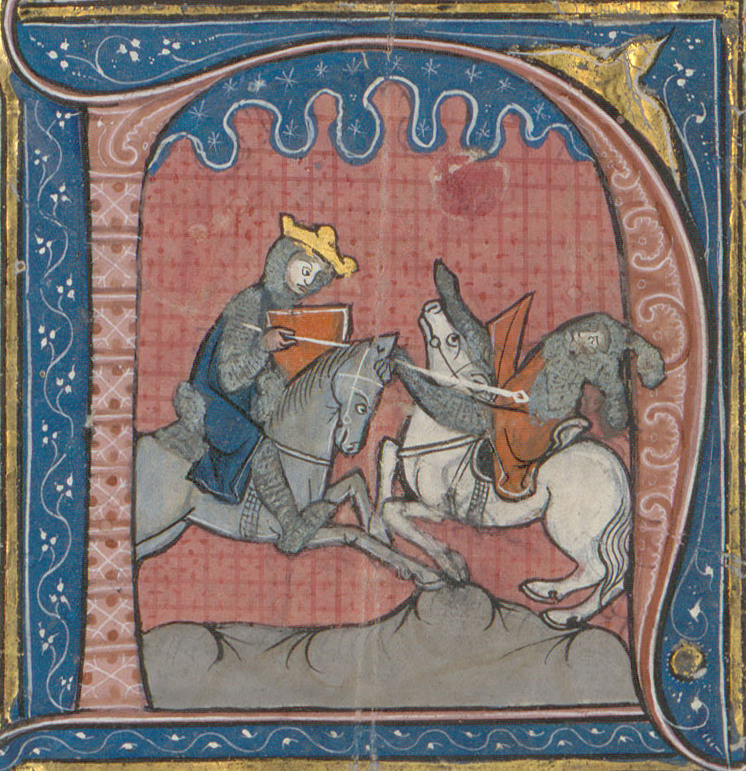
Representación del de Balduino derribando a un enemigo en la batalla de Montgisard.

Felipe abandonó el reino de Jerusalén con sus tropas a finales de octubre de 1177 para ayudar a Raimundo de Trípoli a atacar la ciudad de Hama, en manos musulmanas. Con el ejército franco en el norte de Siria, Saladino aprovechó la oportunidad para invadir el reino de Balduino el 18 de noviembre. Aunque todavía se estaba recuperando de la malaria, Balduino cabalgó para encontrarse con el sultán, mientras los Caballeros Templarios se apresuraban a defender Gaza. El rey llevó a su limitado número de combatientes a Ascalón, donde, desesperado, emitió un arrière-ban, convocando a todos los hombres en condiciones físicas. Saladino llegó a Ascalón el 22 de noviembre y Balduino dirigió a las tropas a su encuentro. Al ver lo drásticamente superado en número que estaba, el rey se retiró a la ciudad. Saladino también vio la fuerza en sus números y avanzó confiadamente hacia Jerusalén. Sin embargo, Balduino logró ponerse en contacto con los Templarios y les ordenó que abandonaran Gaza y se unieran a él. Contrariamente a las expectativas del sultán, Balduino y Reinaldo salieron de Ascalón, se unieron a los templarios y atacaron a su ejército disperso en Montgisard. El joven rey estaba en primera línea. Saladino, que apenas sobrevivió, sufrió una derrota aplastante.

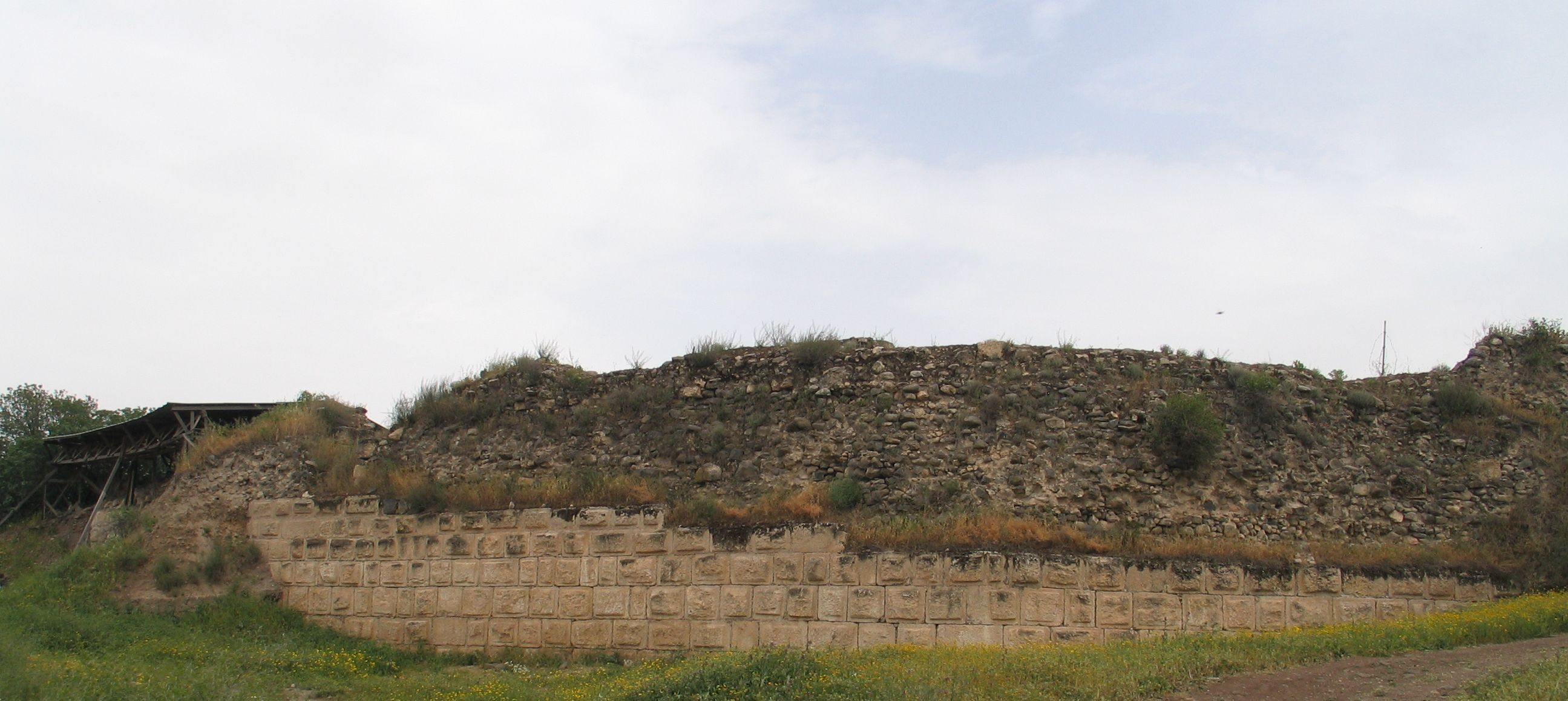
Ruinas de la fortaleza de Le Chastellet.

Al no tener suficientes hombres para lanzar una ofensiva contra los musulmanes en retirada, Balduino decidió fortificar la frontera de Damasco. Los templarios lo convencieron de construir un castillo, Chastellet, en el alto río Jordán; se mostró reacio porque los francos habían prometido no marcar esa parte de la frontera. Después de las protestas de los musulmanes locales, Saladino ofreció dinero a Balduino a cambio de abortar la construcción, pero el rey se negó. En 1178, Balduino recibió al patriarca de la Iglesia ortodoxa siríaca, Miguel el Sirio, en Jerusalén y se ganó su lealtad duradera a la causa franca.
En abril de 1179, Balduino tenía la intención de tomar las rutas que pasaban de Damasco a Banias. El sobrino de Saladino, Farrukh Shah, fue enviado a investigar los movimientos del rey, pero de repente se topó con él y se produjo una escaramuza. El anciano pero excepcionalmente capaz alguacil, Hunfredo II de Torón, sufrió heridas fatales mientras protegía al rey. Semanas después, Balduino salió a caballo para interceptar las incursiones beduinas en Beirut y Sidón, y en junio el grupo de asalto de Saladino derrotó al de Balduino. El rey fue desmontado y llevado a un lugar seguro sobre la espalda de un caballero porque no podía volver a montar por sí solo. A finales de agosto, Balduino convocó un ejército a Tiberíades para responder al asedio de Le Chastellet por parte de Saladino, pero el castillo cayó antes de que la reliquia de la Verdadera Cruz pudiera ser llevada desde Jerusalén para acompañar a las tropas cristianas.

### Ascenso de las facciones
En el invierno de 1177-78, la hermana viuda del rey, Sibila, dio a luz a un hijo, Balduino, al que bautizaron con el nombre del rey. En junio de 1178 concluyó un año de luto oficial por el padre del niño, Guillermo, y se hizo apropiado buscarle otro marido. La demanda de Balduino de Ibelín era bien conocida, pero no se tuvo en cuenta. Sin embargo, para evitar antagonizar a los Ibelín, el rey Balduino había permitido que Balián de Ibelín se casara con la madrastra del rey, la reina María, a finales de 1177. En julio de 1178, Balduino IV comenzó a asociar a Sibila con él en algunos actos públicos, reconociéndola así como la siguiente en la línea de sucesión al trono. Comenzó a contemplar la posibilidad de casarla con el duque Hugo III de Borgoña y escribió al rey de Francia: «Estar privado del uso de los propios miembros es de poca ayuda para llevar a cabo el trabajo de gobierno ... No es apropiado que una mano tan débil como la mía tenga el poder cuando el miedo a la agresión árabe presiona diariamente sobre la Ciudad Santa y cuando mi enfermedad aumenta la osadía del enemigo».

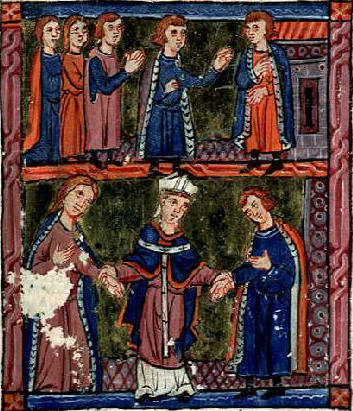
Raimundo y Bohemundo llegan a Jerusalén y encuentran a Sibila casada con Guido.

Durante la Semana Santa de 1180, el príncipe de Antioquía y el conde de Trípoli marcharon con sus ejércitos a Jerusalén. Es muy probable que su intención fuera obligar al rey a que Sibila se casara con Balduino de Ibelín y luego abdicara. El rey nunca había aprobado la ambición de Balduino de casarse con su hermana y, aunque deseaba abdicar, no estaba dispuesto a que le impusieran condiciones. Balduino actuó con decisión antes de que los ejércitos de sus parientes llegaran a Jerusalén: hizo que Sibila se casara con un caballero poitevino, Guido de Lusignan. Raimundo y Bohemundo no tuvieron otra opción que aceptar el hecho consumado, y el golpe de Estado fue frustrado.
Balduino esperaba abdicar, pero una profunda división dentro de su corte se lo impidió. El historiador Steven Runciman habla de una división ya al comienzo del reinado de Balduino entre los cautelosos y diplomáticos barones nativos y los Hospitalarios por un lado y los recién llegados «agresivos y militantemente cristianos» de Europa occidental y los Templarios por el otro. Esta visión, aunque común en la historiografía antigua, es rechazada por autores modernos como Bernard Hamilton y Peter Edbury. Hamilton postula que las facciones surgieron sólo después del matrimonio de Sibila con Guido y se centraron en los parientes paternos del rey (primos Raimundo de Trípoli y Bohemundo de Antioquía; madrastra, María; y su nueva familia, los Ibelín) y parientes maternos (madre, Inés; padrastro, Reinaldo de Sidón; hermana, Sibila; cuñado, Guido; tío, Joscelino; y Reinaldo de Châtillon), de los cuales el rey apoyó a este último. A la luz de estos problemas, Balduino propuso una tregua de dos años con Saladino, quien aceptó con gusto para hacer campaña libremente en el norte de Siria. Balduino envió a su tío y ministro principal, Joscelino, para asegurar a la corte bizantina que Jerusalén todavía necesitaba su protección. Durante la ausencia de Joscelino, desde mediados de 1180 hasta mediados de 1181, todo el peso del gobierno recayó sobre los hombros del rey, cuya salud se estaba deteriorando. En este período, Balduino se apoyó principalmente en su madre.
Para asegurar la posición de Guido y evitar la aparición de un pretendiente alternativo, Balduino hizo que su media hermana de ocho años, Isabel, se comprometiera solemnemente con el señor adolescente de Torón, Hunfredo IV, en octubre de 1180. Isabel fue enviada entonces a vivir al castillo de Karak con la dama de Transjordania, la madre de Hunfredo, lo más lejos posible de su familia materna y de posibles conspiradores. Según los términos del contrato matrimonial, Hunfredo cedió Torón a Balduino, quien así evitó la unión de dos grandes feudos bajo un vasallo y fortaleció su posición contra el conde de Trípoli.

### Tregua y reanudación de las hostilidades

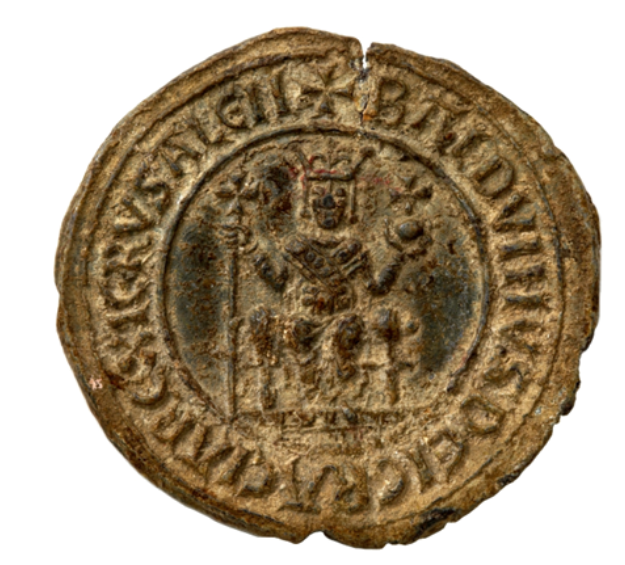
Balduino IV en un sello de 1173.

Balduino aprovechó la tregua con Saladino para fortalecer la posición de su familia materna, concediendo Marón y Castel Neuf a Joscelino y el usufructo de Torón a Inés, al tiempo que asociaba a Guido y Sibila con él en actos públicos. Sin embargo, no se reconcilió con Raimundo y prohibió al conde entrar en el reino a principios de 1182 debido a las sospechas de otra conspiración. Balduino probablemente pretendía acusar a Raimundo de traición y privarlo del Principado de Galilea, un feudo de Jerusalén que Raimundo poseía a través de su matrimonio con Eschiva de Bures. La ley impedía al rey apoderarse del feudo sin el consentimiento del Tribunal Supremo, y el Tribunal Supremo instó al rey a reconciliarse con Raimundo; Balduino escuchó a regañadientes el consejo de sus vasallos.
La tregua de Balduino con Saladino debía expirar en mayo de 1182, pero fue rota a mediados de 1181 por Reinaldo, quien capturó una caravana de mercaderes que se dirigía de Egipto a Damasco. Reinaldo ignoró la petición del rey de restituir a Saladino, quien se estaba preparando para anexar Alepo, gobernada por los zengid. El rey, que actuó constantemente contra los intentos de Saladino de expandirse al norte de Siria, decidió oponérsele. El reciente golpe de Estado anticatólico en Constantinopla le dio a Saladino la confianza para atacar el Reino de Jerusalén. En julio, Balduino marchó con su ejército para aliviar el asedio de los musulmanes a Beit She'an, y su ejército superado en número ganó la batalla de Le Forbelet. El historiador Bernard Hamilton atribuye la victoria al respeto y la lealtad que Balduino inspiraba, quien permaneció en el campo de batalla a pesar de su enfermedad y el intenso calor.
El sultán derrotado llevó a su ejército a sitiar Beirut, mientras otro ejército egipcio atacaba el sur del reino. Balduino sabía que lo estaban provocando a dividir sus fuerzas. Decidiendo que Beirut era de mayor importancia estratégica, ignoró el ataque del sur y se trasladó con sus tropas a Tiro. Desde allí consiguió ayuda de las repúblicas marítimas italianas para levantar el bloqueo naval de Saladino a Beirut. Saladino abandonó el asedio, pero se negó a hacer una tregua, lo que preocupó a Balduino y sus consejeros. Procedió al norte para luchar contra los zengidas, expandiendo así su reino, mientras Balduino lideraba un ataque al territorio damasceno de Saladino, luego a Bosra, antes de finalmente sitiar y capturar Cave de Sueth. En el invierno de 1182-1183, después de acordar una estrategia con su consejo, Balduino atacó Damasco nuevamente. Amenazó con destruir una mezquita en Daraya, pero los cristianos locales lo convencieron de no hacerlo por miedo a perder sus iglesias en represalia.

## Últimos años

### Discapacidad progresiva

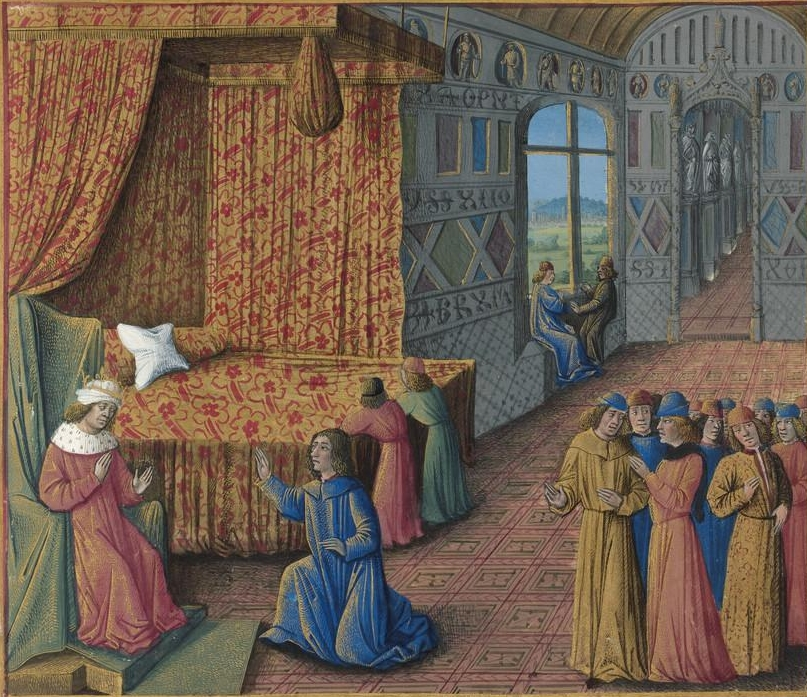
Balduino IV concediendo la regencia a Guido de Lusignan, miniatura de Jean Colombe en Passages d'outremer, 1474.

Balduino no pudo caminar sin apoyo ni usar sus manos desde 1183. Debido a su incapacidad para parpadear, su córnea se secó y se quedó ciego. Sin embargo, tuvo que convocar a sus tropas en respuesta a la marcha de Saladino hacia el sur después de la conquista egipcia de Alepo en junio. Entonces el rey desarrolló una fiebre que puso en peligro su vida. Fue atendido por su madre y el nuevo patriarca, Heraclio, en la cercana Nazaret. Tras convocar al Tribunal Supremo a su lado, Balduino confió el gobierno a su cuñado, Guido, que era el siguiente en la línea de sucesión. El nombramiento de Guido como regente estaba destinado a ser permanente. Balduino solo conservó el título real y la autoridad sobre la ciudad de Jerusalén, pero hizo que Guido jurara que, mientras viviera, no se proclamaría rey ni enajenaría partes de la heredad real.
Balduino, temiendo el descontento entre sus barones, no había logrado darle a Guido experiencia en liderazgo militar antes de nombrarlo regente. De hecho, los grandes señores del reino, los gobernantes independientes de Antioquía y Trípoli y los grandes maestres de las órdenes militares se negaron a cooperar con Guido. Balduino se recuperó inesperadamente y regresó a Jerusalén. Habiendo descubierto que el clima costero se adaptaba a su salud, Balduino le ofreció Jerusalén a Guido a cambio de Tiro. Guido se negó bruscamente, posiblemente porque Tiro era más lucrativo, lo que dejó a Balduino gravemente insultado.

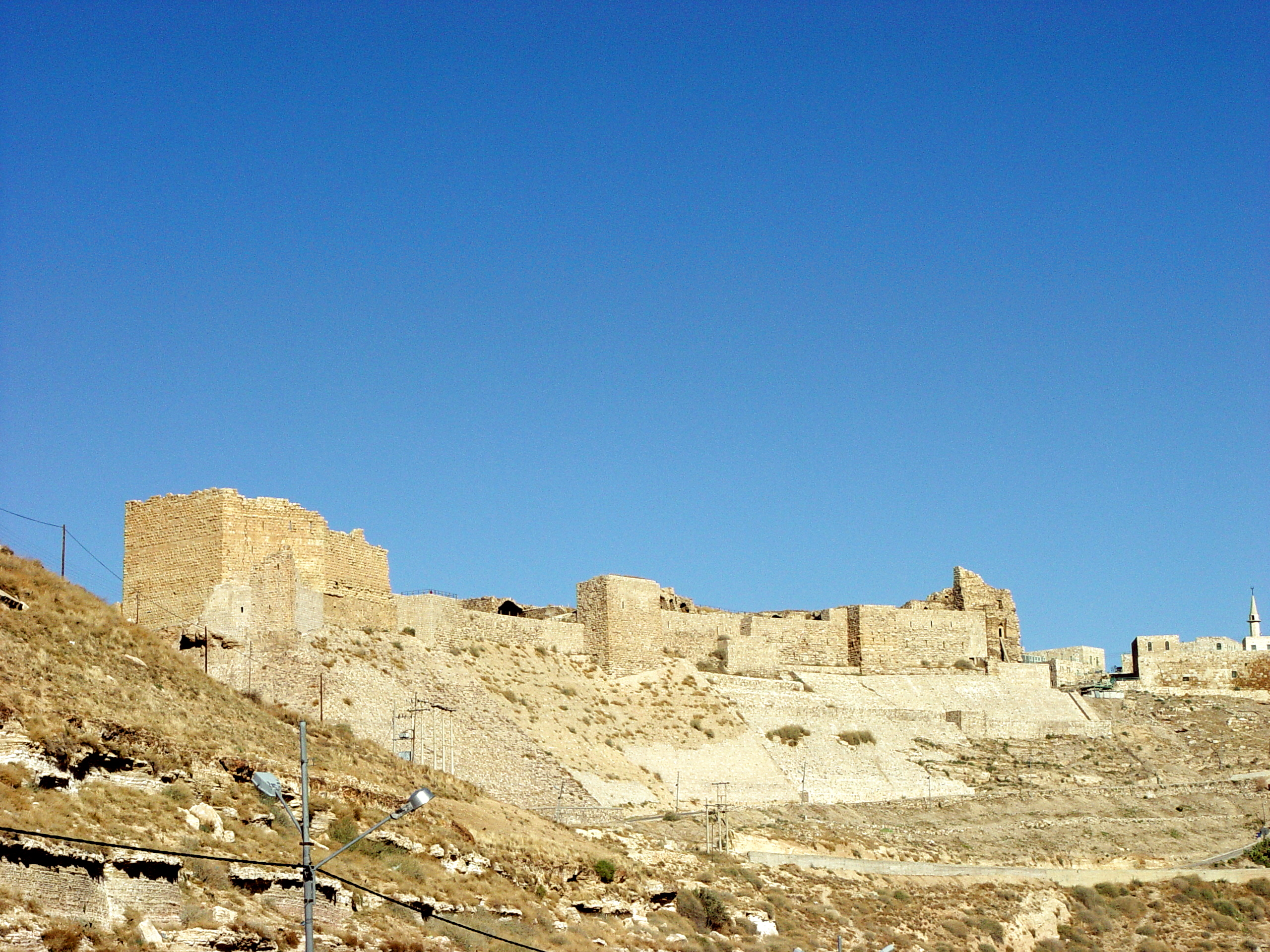
Castillo de Kerak.

La boda de la media hermana de Balduino, Isabel, y Hunfredo IV de Torón se celebró en Kerak a fines de 1183. Saladino atacó durante las festividades y sitió el castillo, con la esperanza de capturar a la media hermana del rey y a su esposo. El rey retirado había reunido un consejo en Jerusalén para informarle sobre el gobierno del reino cuando le llegaron noticias sobre el asedio. Inmediatamente destituyó a Guido de la regencia y recuperó el poder, ya que la defensa de una fortaleza tan vital y de la media hermana del rey que se encontraba en ella no podía confiarse a un hombre que había demostrado ser incapaz de comandar las tropas. La destitución de Guido de la regencia supuso en la práctica una desheredación; por insistencia del consejo, se celebraron deliberaciones sobre la sucesión. La propuesta de la madre del rey de que Balduino, el hijo de cinco años de Sibila, fuera nombrado corey fue aceptada, y el niño fue coronado el 20 de noviembre.
A finales de noviembre, Balduino ordenó encender una baliza en la Torre de David, que puede haber sido la primera de una cadena de balizas de ese tipo, para animar a los defensores de Kerak, que estaba siendo intensamente asediada. Balduino acompañó a sus tropas de nuevo, pero, al haberse quedado ciego e inmóvil, esta vez fue en una litera colgada entre dos caballos. Su presencia fue esencial para unir a los barones discordantes. Incluso su humillado cuñado dirigió a sus hombres. Avisado por sus exploradores sobre la llegada del rey y preocupado por haber dejado Egipto desprotegido, Saladino abandonó el asedio el 4 de diciembre. Balduino entró triunfante en Kerak.

### Insubordinación de su cuñado
La cuestión de la regencia de su sobrino preocupaba a Balduino. La única manera de asegurarse de que Guido no pudiera reclamarla era anular su matrimonio con Sibila. Balduino discutió esto con el patriarca, Heraclio. El rey pudo haber tenido la intención de afirmar que había obligado a su hermana a casarse con Guido y que el matrimonio era ilegal por eso. La lealtad inquebrantable de Sibila a Guido frustró sus planes, ya que la pareja se negó a presentarse en la corte.
A principios de 1184 Balduino ordenó a Guido que lo acompañara como vasallo en Jerusalén. Guido se negó, alegando mala salud, y esto se repitió varias veces. Balduino luego se hizo llevar a Ascalón en compañía de la Alta Corte. Guido se negó a dejarlo entrar en la ciudad. Desde las almenas y las torres, los habitantes presenciaron al rey levantar ceremoniosamente la mano para llamar a las puertas y exigir la entrada, pero las puertas permanecieron cerradas. El rey fue bien recibido en Jaffa, donde instaló un gobernador, privando así a Guido de la mitad de su condado. En Acre, Balduino convocó a su consejo, probablemente para obtener apoyo para apoderarse del feudo de Guido sobre la base de la negativa a la convocatoria real. El patriarca y los grandes maestres rogaron a Balduino que perdonara a Guido para evitar una guerra civil. Esto era tan inaceptable para Balduino como lo habría sido para cualquier rey contemporáneo. El patriarca y los grandes maestres salieron furiosos del consejo, persuadiendo al resto de la asamblea para que no apoyara la acción.
Balduino se reconcilió con el patriarca y los grandes maestres en junio, cuando los envió a Europa en una misión diplomática para buscar ayuda para el reino. Les informó por carta que Saladino estaba asediando una vez más Kerak. Una vez más, Saladino abandonó el asedio cuando el rey en litera se acercó con su ejército. Una vez en Kerak, Balduino ordenó y financió las reparaciones del castillo dañado.

### Últimos meses, muerte y secuelas

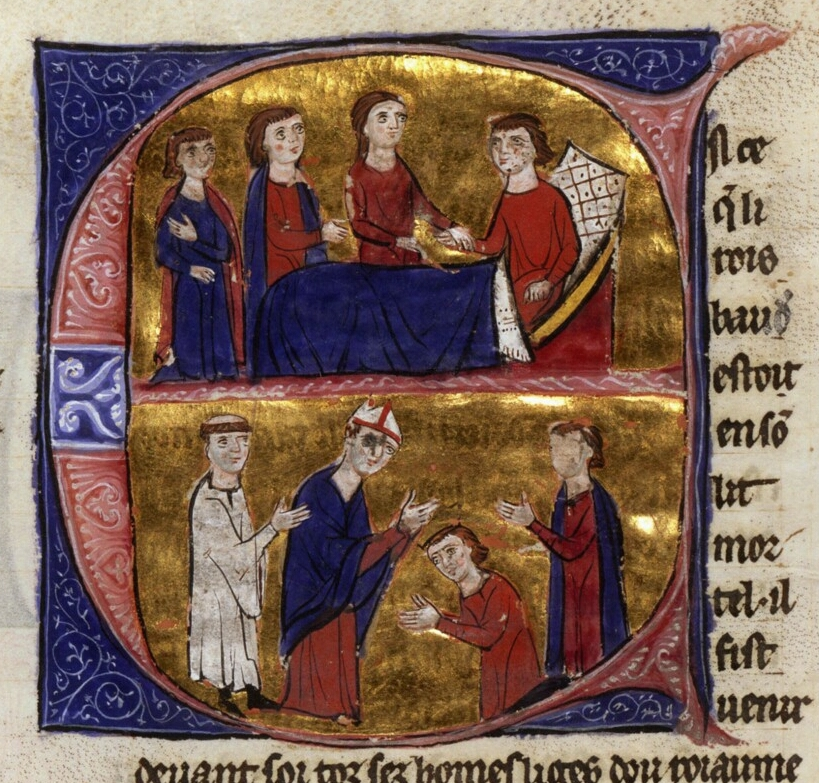
Muerte de Balduino IV y coronación de Balduino V en la edición de 1280 de la Histoire d'Outremer de Guillermo de Tiro.

A finales de 1184 Balduino se sorprendió al enterarse de la masacre de Guido a los beduinos del feudo real de Darum, que estaban bajo la protección real y que proporcionaban información sobre los movimientos de los egipcios. Pronto desarrolló fiebre. Cuando regresó a Jerusalén a finales de 1184 o principios de 1185, Balduino otorgó la regencia a Raimundo de Trípoli, el hombre en quien nunca había confiado, pero para quien no podía encontrar una alternativa mejor. En ese momento esperaba sobrevivir a la enfermedad, ya que lo había hecho dos veces antes, pero en cuestión de semanas se hizo evidente que sería la última. En su lecho de muerte convocó al Tribunal Supremo para nombrar un regente permanente para su sobrino, Balduino V, y Raimundo fue elegido. El rey moribundo ordenó entonces que se rindiera homenaje a su sobrino como rey y a Raimundo como regente, a lo que seguiría una solemne ceremonia de coronación en la Iglesia del Santo Sepulcro.
Balduino IV murió, acompañado por sus vasallos, en marzo de 1185 o antes del 16 de mayo de 1185 a más tardar, cuando Balduino V está registrado como el único rey. Fue enterrado en la Iglesia del Santo Sepulcro, cerca de su padre, el rey Amalarico. El joven Balduino V murió al año siguiente. Sibila, que sucedió a su hijo, nombró rey a Guido. El reino de Balduino IV fue destruido por Saladino después de su decisiva victoria sobre Guido en los Cuernos de Hattin en 1187. Sibila y sus hijas murieron en 1190, dejando a Isabel I como heredera del reino derrotado.

## Valoraciones y legado

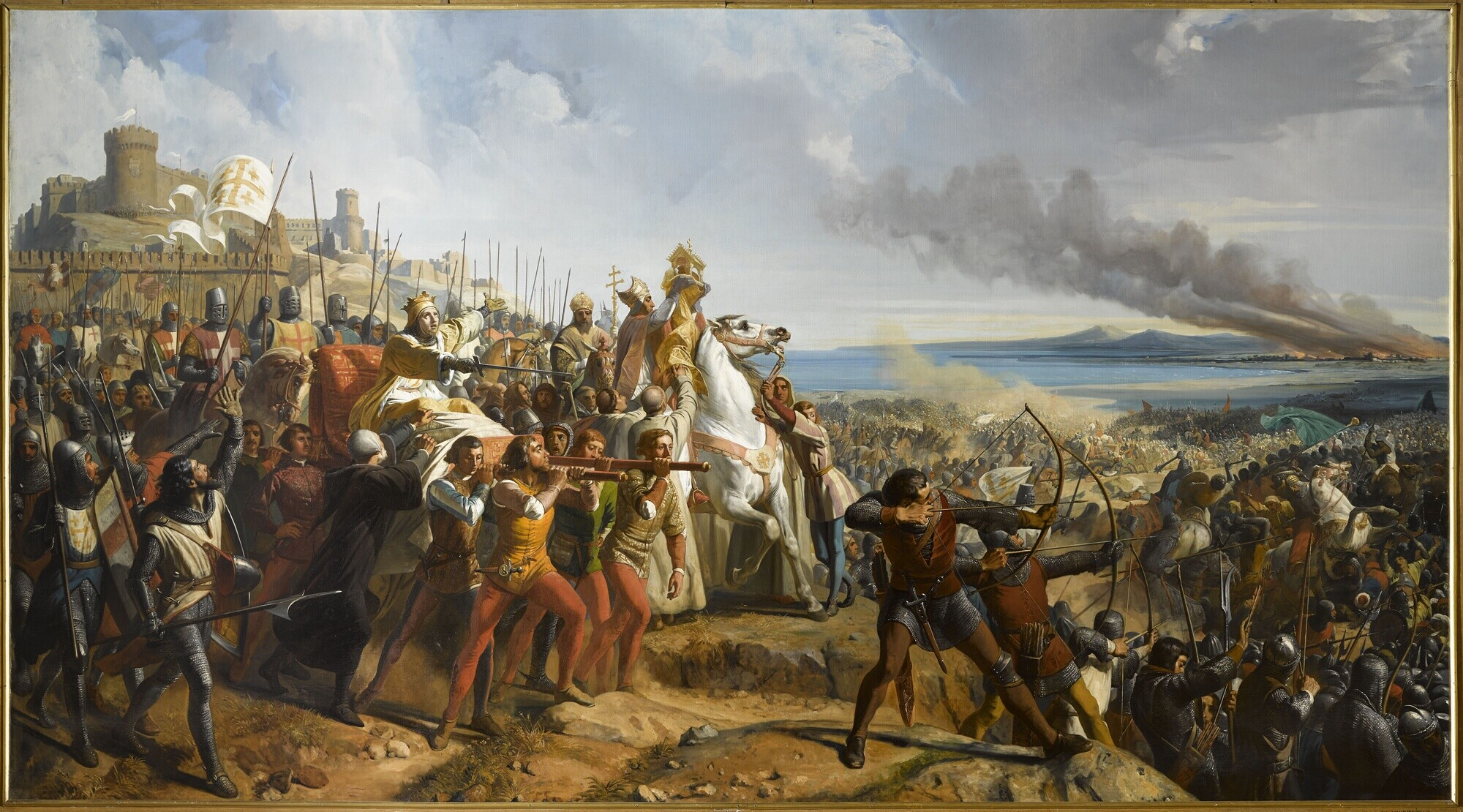
Representación del de Balduino al mando de sus tropas en la batalla de Montgisard, de Charles-Philippe Larivière. Balduino está representado en una litera, pero en ese momento todavía se podía mover y luchó en esta batalla a caballo.

La derrota cristiana en Hattin dos años después de la muerte de Balduino empañó el legado del rey, y los historiadores atribuyen una discordia fatal al reinado de Balduino. Sin embargo, mientras Balduino estuvo en el trono, el reino no perdió territorio y floreció económica y espiritualmente. Balduino comprendió la importancia de frenar el poder de Saladino, lo que se reflejó en su elección de ministros. No ideó la estrategia ni la diplomacia solo, y delegó el patrocinio y las finanzas de la Iglesia a su madre, Inés, y a su tío, Joscelino, respectivamente. Su principal contribución fue su determinación de no abdicar antes de encontrar un sucesor adecuado, a pesar de que la lepra convertía el gobierno en una carga insoportable. Como quedó claro durante su reinado y especialmente en sus desastrosas consecuencias, Balduino fue el único que preservó la unidad en el reino.
Los teólogos cristianos contemporáneos estaban divididos sobre la cuestión de la lepra. En 1180, consciente de la creciente debilidad de Balduino, el Papa Alejandro III escribió en una encíclica sobre él:

Este hombre, Balduino, que lleva las riendas del reino, fue castigado con un justo castigo de Dios, como creemos que sabes, y tan grave que apenas puede soportar los tormentos que sufre su cuerpo. ¡Qué grave daño, ay, qué terrible pérdida para las personas y las propiedades debe sufrir esta tierra a causa de sus pecados!
— Alejandro III, Cor Nostrum.

Pero otra escuela de pensamiento animó a los fieles a ver a Cristo en los afectados. El reinado de Balduino puede haber llevado a una menor estigmatización de la enfermedad en el Reino de Jerusalén del siglo XIII. La aceptación de su enfermedad por parte de sus súbditos confundió a algunos musulmanes. El historiador musulmán Imad al-Din al-Isfahani escribió:

A pesar de la enfermedad, los francos le fueron leales, le dieron todo el apoyo ... estando satisfechos de tenerlo como su gobernante; lo exaltaron ... estaban ansiosos por mantenerlo en el cargo, pero no prestaron atención a su lepra.

La imagen pública de Balduino puede haber sido ayudada por su castidad, vista como evidencia de una santidad extraordinaria, y su éxito contra Saladino fue interpretado como una señal del favor de Dios. Después de la desastrosa Séptima cruzada, un anciano de Damasco le dijo a un cruzado:

He visto una ocasión en que el rey Balduino de Jerusalén, el que era leproso, venció a Saladino aunque sólo tenía 300 hombres armados contra los 3 000 de Saladino. Pero ahora vuestros pecados han llegado a tal extremo que os acorralamos en los campos como si fuerais ganado.

A pesar de su aparente santidad, Balduino no era particularmente devoto. Era principalmente un caballero, tanto en carácter como en educación, y para sus contemporáneos sus rasgos más distintivos eran su coraje y honorabilidad.

## Balduino en la ficción
En la película El reino de los cielos (de 2005, dirigida por Ridley Scott), Edward Norton representa el papel de Balduino. Aunque ésta contiene numerosos elementos ficticios, la figura del rey transmite con verosimilitud su valor físico y la dedicación a su reino. También lleva una máscara metálica en la película para esconder los efectos de la lepra sobre su rostro.
En el videojuego Blasphemous, el personaje principal de la historia lleva una máscara similar a las que usan los habitantes de Jerusalén para honrar la figura de Balduino.
En el videojuego Darkest Dungeon, desarrollado por Red Hook Studios, hay un personaje jugable conocido como "The Leper" ("El leproso"), totalmente inspirado en la figura e historia de Balduino IV.
En el videojuego Evony The King's Return para Android y PC, Balduino IV es uno de los tantos generales históricos que puede obtenerse. 